# Vers
Pour les articles homonymes, voir Vers (homonymie).
Pour les articles ayant des titres homophones, voir Vair, Ver (homonymie), Verre (homonymie) et Vert (homonymie).

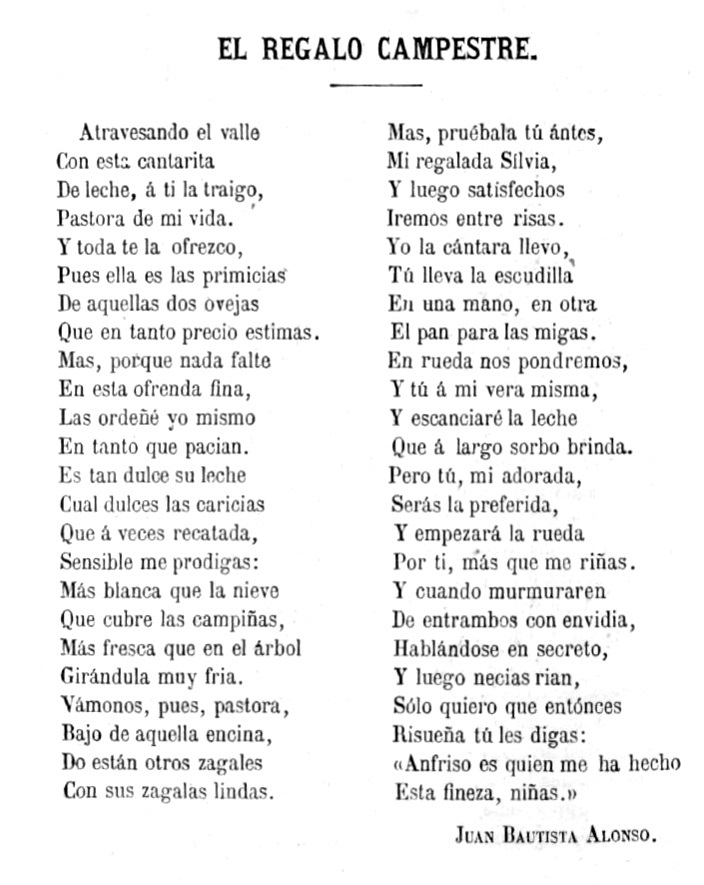
Poème "El Regalo Campestre"

Le vers (du latin versus, « le sillon, la ligne d'écriture », puis « le vers », historiquement « ce qui retourne à la ligne ») est un énoncé linguistique soumis à des contraintes formelles d'ordre métrique. Du respect de telles contraintes, qui peuvent être implicites ou explicites, dépendra, dans une culture donnée et à une époque donnée, la reconnaissance d'un énoncé en tant que vers.
En poésie littéraire imprimée, le vers est souvent repérable grâce à un retour à la ligne indépendant de la bordure de la page. Le vers est souvent associé à la poésie, mais toute poésie n'est pas forcément versifiée, de même que toute forme versifiée n'est pas nécessairement poétique. L'énoncé qui constitue un vers ne se confond pas nécessairement avec une phrase : une phrase peut s'étendre sur plusieurs vers et, inversement, un seul vers peut toucher à plusieurs phrases. Le rejet et le contre-rejet sont des cas où l'organisation des vers s'écarte de la structure syntaxique.
Le vers français se décompose en plusieurs unités appelées « syllabes » (de préférence à pieds, terme réservé à la métrique latine ou grecque). En fonction de ces syllabes, on peut mesurer les différents vers et les grouper ; il suffit, pour cela, de compter les syllabes.

## Une notion difficile à définir
Il n'existe pas de propriété intrinsèque qui permette de distinguer, infailliblement et pour toutes les cultures, le vers du « non-vers ». Lorsque Maurice Grammont tente de le définir comme :
« un élément linguistique comptant un nombre déterminé de syllabes, dont certaines sont obligatoirement accentuées et dont la dernière assone [ou rime] avec la syllabe correspondante d'un ou de plusieurs autres vers. »
on comprend bien que, non content de limiter sa définition au vers français, il en exclut par la même occasion le vers « blanc » (non rimé), ou le célèbre « Chantre », de Guillaume Apollinaire, dont l'unique vers serait bien en peine de rimer à quoi que ce soit :
Et l'unique cordeau des trompettes marines.
Cette définition exclut de même le « vers libre », dont le nombre de syllabes peut ne connaître aucune régularité.
À défaut de mieux, il faudra bien se contenter du jugement social (est réputé vers tout ce qui est, plus ou moins consensuellement, reconnu comme tel) tout en s'appliquant à expliciter, pour chaque culture, chaque période et chaque style, les contraintes métriques spécifiques qui servent de base à une telle reconnaissance. Plus ces contraintes métriques sont fortes, plus elles auront tendance à agir à leur tour sur l'énoncé linguistique sous-jacent : inversions, curiosités syntaxiques ou lexicales, archaïsmes, licences orthographiques sont autant d'éléments qui aideront à identifier un vers comme tel.

## Vers et prose
La prose se caractérise par l'absence des contraintes métriques qui font le vers : tout énoncé qui n'est pas en vers est en prose, mais il est toujours possible d'oublier qu'un vers est un vers et, partant, de le lire comme de la prose.
Par écrit, la prose s'organise en paragraphes. Chaque vers est en principe suivi d'un retour à la ligne. La cohérence graphique du vers est telle qu'on en marque souvent la première lettre par une majuscule, même si le mot la portant n'est pas le premier d'une phrase. De même, si, par manque de place, on ne peut écrire un vers en entier sur une ligne, on le signale :
Je me tiens sur le seuil de la vie et de la mort les yeux baissés
[les mains vides
(Louis Aragon, fragment d'« Épilogue », in Les Poètes)
La partie rejetée à la ligne suivante, ne constituant pas un nouveau vers, est précédée d'un crochet gauche et alignée à droite (ou fortement décalée).

## Groupement des vers
On tend à grouper les vers : dans la chanson de geste, une suite, de longueur variable, de vers partageant la même assonance s'appelle une laisse. Dans les genres lyriques, on appellera strophe un bloc de vers. Souvent de longueur fixe, la strophe peut se caractériser par un arrangement particulier de ses rimes. Traditionnellement, on groupe les vers du sonnet en deux quatrains et deux tercets.
Dans les éditions modernes, on sépare les strophes par une ligne blanche, ce qui n'a pas toujours été le cas. Il n'est pas rare que la strophe coïncide avec une unité syntaxique, ou ait une cohérence sémantique.

## Le mètre
Le vers traditionnel ou classique se définit donc surtout par son mètre, c'est-à-dire par un ensemble de contraintes formelles auxquelles il se soumet.
On connaît trois grandes familles de mètres :
- les mètres syllabiques qui, insensibles à leurs propriétés prosodiques, se bornent à dénombrer les syllabes ;
- les mètres quantitatifs, qui s'appuient sur la quantité ou durée des syllabes constituant des pieds ;
- les mètres accentuels, qui s'appuient sur l'accent tonique,

Les longs vers sont presque invariablement divisés par une césure, contrainte qui est l'une des rares à être communes à toutes les familles de mètres. Cette universalité pourrait bien être due à l'incapacité de l'esprit humain à appréhender globalement des longues suites de syllabes.
La rime est une contrainte métrique fréquente, qu'on s'attend à trouver avant tout en métrique syllabique, souvent aussi en métrique accentuelle. Elle est généralement absente des métriques quantitatives.
La notion de pied, présente en métrique quantitative comme en métrique accentuelle, n'a aucun sens en métrique syllabique puisque les syllabes n'y sont pas hiérarchisées.

### Mètre syllabique
Prédominant dans la poésie des langues romanes, le vers à mètre syllabique est déterminé par son nombre de syllabes. La poésie française y a recours de manière prépondérante, ce qui ne l'empêche pas de frayer à l'occasion avec les mètres quantitatifs voire accentuels (cf. par exemple hexamètre dactylique et strophe sapphique).

#### Vers français

##### Mètres
Le mètre des vers français est caractérisé par le nombre de ses syllabes (ou de ses voyelles), à l'exclusion des syllabes féminines surnuméraires pouvant survenir en fin de vers (vers féminins) ou, dans certains cas, à la césure (césure « épique »). Certains mètres sont plus courants que d'autres (bien que, dans la poésie contemporaine — et, pour les vers chantés, déjà à la période classique — règne une grande liberté). Ils sont signalés ici par la mise en gras. De manière générale, les vers pairs sont plus fréquents que les vers impairs :
- une syllabe : monosyllabe
- deux syllabes : dissyllabe
- trois syllabes : trisyllabe
- quatre syllabes : tétrasyllabe ou quadrisyllabe
- cinq syllabes : pentasyllabe
- six syllabes : hexasyllabe
- sept syllabes : heptasyllabe
- huit syllabes : octosyllabe
- neuf syllabes : ennéasyllabe
- dix syllabes : décasyllabe
- onze syllabes : hendécasyllabe
- douze syllabes : alexandrin ou dodécasyllabe.

En poésie française traditionnelle, les vers sont rimés. De plus, les décasyllabes et les alexandrins comportent une césure tombant toujours entre deux mots. Cette césure est le plus souvent à la quatrième position pour les premiers (4 // 6) et à la sixième (6 // 6, ou césure à l'hémistiche) pour les seconds. On décrit aussi des décasyllabes avec césure sixième (6 // 4) ou cinquième (5 // 5, appelé alors taratantara), mais ils sont tout à fait exceptionnels. On rencontre aussi occasionnellement, moins souvent toutefois que la césure à l'hémistiche, des alexandrins avec double césure (4 // 4 // 4).
Quand un poème, ou une strophe, ne sont composés que de vers identiques, on les qualifie d'« isométriques ». Dans le cas contraire, ils sont dits « hétérométriques ».

##### Comment dire les vers français?
Dire les vers est un art pour lequel il n'existe aucune règle absolue, valable indépendamment de la position esthétique adoptée. Les uns veulent « casser le vers » et s'ingénient à faire oublier ses régularités métriques, comme s'ils voulaient qu'on n'entende que de la prose. D'autres défendent un jeu restreint de règles de diction. D'autres encore proposent d'asseoir la diction poétique sur une étude de son histoire et de lui appliquer, en somme, l'approche « historiquement informée » qu'ont largement adoptée les interprètes de la musique ancienne. On est donc aujourd'hui très loin des dogmes véhiculés par les traités de déclamation du XIXe siècle.
Une diction « neutre » du vers français est-elle possible ? Peut-être, mais à condition de renoncer au préalable à toute prétention esthétique et à tout souci d'exactitude historique. Ce qu'on peut proposer alors, c'est une diction « scolaire » des vers syllabiques français, qui se borne à en rendre perceptibles les régularités métriques, à l'image de ce qu'il est convenu d'appeler la scansion pour les vers gréco-latins. Sans aucune valeur artistique, elle peut constituer un point de départ dans l'apprentissage de la déclamation, quitte à être modifiée et adaptée en fonction de la position esthétique choisie.
Une telle diction devrait au minimum se conformer aux règles suivantes :
- Faire entendre de manière distincte toutes les syllabes numéraires du vers, quitte à s'écarter de l'usage courant,
  - en élidant tous les e féminins finaux devant voyelle initiale,
  - en prononçant tous les e féminins non élidés,
  - en respectant la pratique du poète en termes de diérèse ([lijɔ̃] pour lion) et de synérèse ([sɑ̃glje]pour sanglier).
  - en faisant des liaisons qui seraient « interdites » en prose, chaque fois qu'une voyelle initiale succède à une consonne finale,
- Distinguer les vers féminins des vers masculins en faisant entendre légèrement leur syllabe féminine surnuméraire.
- Marquer un repos à la césure et en fin de vers (même en cas d'enjambement ou de rejet).

On peut illustrer ces règles « scolaires » minimales par la transcription approximative (en API) des vers suivants extraits du poème LIII « L'Invitation au voyage » de Charles Baudelaire (Les Fleurs du Mal, « Spleen et Idéal ») :
| — Les soleils couchants Revêtent les champs Les canaux, la ville entièr(e), D'hyacinthe et d'or ; Le monde s'endort Dans une chaude lumière. Là tout n'est qu'ordre et beauté, Luxe, calme et volupté. | [le sɔlɛj kuʃɑ̃] [ʁəvɛtə le ʃɑ̃] [le kano la vil ɑ̃tjɛʁ] [d‿ijasɛ̃t e d‿ɔʁ] [lə mɔ̃də s‿ɑ̃dɔʁ] [dɑ̃z‿ynə ʃodə lymjɛʁ] [la tu n‿ɛ k‿ɔʁdʁ e bote] [lyksə kalm e volypte] | 5 syll. 5 syll. 7 syll. fém. 5 syll. (diérèse sur hy-acinthe) 5 syll. 7 syll. fém. 7 syll. 7 syll. |

#### Vers espagnol
Extrait du poème « Romance Sonámbulo » de Federico García Lorca (avec la prononciation européenne académique)
| — Verde que te quiero verde. Verde viento. Verdes ramas. El barco sobre la mar y el caballo en la montaña. Con la sombra en la cintura ella sueña en su baranda, verde carne, pelo verde, con ojos de fría plata. Verde que te quiero verde. Bajo la luna gitana, las cosas la están mirando y ella no puede mirarlas. | [ˈberðe ke te ˈkjeɾo ˈβerðe] [ˈberðe ˈβjento ˈberðes ˈramas] [el ˈbarko ˈsoβre la ˈmar] [ʝ el kaˈβaʎo en la mon ˈtaɲa] [kon la ˈsomβra en la θinˈtuɾa] [eλa ˈsweɲa en su βaˈɾanda] [ˈberðe ˈkarne ˈpelo ˈβerðe] [kon ˈoxos ðe ˈfria ˈplata] [berðe ke te kjeɾo ˈβerðe]) [ˈbaxo la ˈluna xiˈtana] [las ˈkosas la esˈtan miˈɾanðo] [ʝ eλa no ˈpweðe miˈrarlas] | 8 syll. 8 syll. 8 syll. |

L'accent, dans la versification espagnole, modifie notamment le rythme du vers. La versification espagnole se soucie plutôt de maintenir le rythme, le nombre de syllabes étant à ce propos modifié. La structure rythmique exige que l'accent porte sur la pénultième (avant-dernière) syllabe : (_)(´)(_).
Si l'accent porte sur la dernière syllabe (_)(_)(´), il faut y ajouter un silence équivalent à une syllabe pour que la structure redevienne (_)(´)(_): El barco so(bre)(la)(mar) > el barco sobre (la)(mar)(_).
Si l'accent porte sur l'antépénultième (avant-avant-dernière) syllabe (´)(_)(_), il faut supprimer la valeur rythmique de celle qui la suit pour que la structure redevienne (´)(supprimée)(_), donc (_)(´)(_) : Agitan dulcemente las brisas (cá)(li)(das) > Agitan dulcemente las bri(sas)(cáli)(das). On ne doit jamais supprimer la syllabe, mais sa valeur rythmique.
Pour que le vers soit régulier, le poète doit tenir en compte ces faits lorsqu'il écrit, puisque ceci modifie le calcul des syllabes : (_)(´)(_) = calcul habituel ; (_)(_)(´) = +1 ; (´)(_)(_) = -1. De ce fait, le vers « El barco sobre la mar » n'a pas sept (7) syllabes, mais sept-plus-une (7+1=8) syllabes ; le vers devient ainsi régulier.
Quant à la « sinalefa », il faut tenir en compte que deux sons vocaliques contigus font partie de la même syllabe s'ils appartiennent à des mots différents : Con la sombra en la cintura = Con-la-som-braen-la-cin-tu-ra. Deux sons vocaliques contigus dans le même mot constituent une syllabe s'il s'agit d'une diphtongue: Verde viento. Verdes ramas. = Ver-de-vien-to-Ver-des-ra-mas. Par contre, deux sons vocaliques font partie de deux syllabes différentes s'il s'agit d'un hiatus: con ojos de fría plata = con-o-jos-de-frí-a-pla-ta. Les licences de non respect des « sinalefas » on les appelle « hiatos » ; les licences de non respect des diphtongues, « diéresis » ; les licences de non respect des hiatus, « sinéresis ».

#### Vers espérantophone
Voici un poème de l'espérantophone letton Nikolajs Ķurzēns (1910-1959) :
| Ankoraŭ devas nigri vera nokto ankoraŭ devas fajri vera tago ne povas ja de grizo ĉio pleni. | [anˈkoɾaw ˈdevas ˈniɡɾi ˈveɾa ˈnokto] [anˈkoɾaw ˈdevas ˈfajɾi ˈveɾa ˈtaɡo] [ne ˈpovas ja de ˈɡɾizo ˈt͡ʃio ˈpleni] | 11 syll. 11 syll. 11 syll. |

Voici un vers de l'espérantophone tchèque Eli Urbanová (1922-2012) :
| La dolĉe lula belo betula | [la ˈdolt͡ʃe ˈlula ˈbelo beˈtula] | 10 syll. |

#### Vers italien
- Versification populaire dans l'Italie du Moyen Âge.
- Le vers de la tradition par excellence est l'endecasillabo, comme ce v. 3 de La Comédie (Enfer, I, 3) : « che la diritta via era smarrita » (tr. fr. "où la voie droite avait été perdue" - positions fortes de 6 et 10, avec un contre-accent sur la 7e position). Chez Leopardi, par ex. « fin sopra gli astri il mortal grado estolle » (La ginestra o il fiore del deserto - Canti - positions fortes en 4, 8 et 10) : tr. fr. "élève l’ordre humain au-dessus des astres".
- Un exemple d'ennéasyllabe (le novenario pascoliano classique) : « Nascondi le cose lontane » - Nebbia - Canti di Castelvecchio (tr. fr. "Tu caches les choses lointaines" - Brume[5]).
- La dernière position forte (la dixième pour le vers hendécasyllabique traditionnel par ex.) est très majoritairement suivie d'une syllabe finale, d'où les termes de senario (accent du vers sur la 5e), settenario (sur la 6e), ottonario, novenario, decasillabo, endecasillabo, etc.
- Il existe aussi de nombreux essais d'imitation de la métrique antique (quantitative), comme dans ce vers sapphique de Pascoli : « Splende al plenilunïo l’orto; il melo » (Solon, Poemi Conviviali), dont la longueur est compatible avec l'endecasillabo, mais la structure est : trochée, trochée, dactyle (accent fort sur la 5e position), trochée, trochée ; tr. fr[6]. "Brille au clair de lune l’enclos ; les arbres".

#### Vers japonais
Iroha
| Kanjis                                                                                | Hiraganas                                                                                             | Rōmaji | Sens des paroles en français |
| ------------------------------------------------------------------------------------- | --- | --- | --- |
| 色は匂へと 散りぬるを 我か世誰そ 常ならむ 有為の奥山 今日越えて 浅き夢見し 酔ひもせす | いろはにほへと ちりぬるを わかよたれそ つねならむ うゐのおくやま けふこえて あさきゆめみし ゑひもせす | Iroha ni ho heto Chiri nuru wo Waka yo tare so Tsu ne nara mu Uwi no oku yama Kefu koete Asa ki yume mishi Wehi mo sesu | Le plaisir est enivrant mais s'évanouit Ici-bas, personne ne demeure. Aujourd'hui franchissant les cimes de l'illusion, Il n'est plus ni de rêves creux, ni d'ivresse. |

### Mètre quantitatif
Il n'est possible que dans les langues dont la prosodie comprend des oppositions de quantité (vocalique ou syllabique), comme le latin et le grec ancien. Les schémas de la métrique antique se décomposent en effet en pieds élémentaires, construits sur l'alternance de positions syllabiques « longues » (¯) et des positions syllabiques « brèves » (̆). Lorsqu'on « scande » un vers, on établit son schéma métrique et l'on s'efforce de le réciter en rendant ce schéma apparent.
Le mètre quantitatif n'est pas réservé aux langues indo-européennes anciennes (grec ancien, latin, sanskrit) : il se rencontre aussi dans des langues qui, comme l'arabe, connaissent des oppositions de quantité (voir poésie arabe). Les oppositions de quantité qui subsistaient en français de la Renaissance ont aussi donné lieu à une poésie authentiquement quantitative, illustrée notamment par Jean-Antoine de Baïf. En revanche, c'est par abus de langage qu'on qualifie de pentamètre iambique un vers anglais relevant de la métrique accentuelle.
Comme dans les poésies gréco-latine et sanskrite, les métriques quantitatives ne tiennent en général aucun compte de l'accent tonique.

#### Principaux pieds élémentaires
Les dénominations des pieds sont empruntées au grec, qui nous a fourni l'essentiel du vocabulaire d'analyse poétique et rhétorique. On représente :
- la position brève par le symbole « ˘ » (ou U) ;
- la position longue par le symbole « ¯ » (ou –).

Dans la métrique grecque et latine, on considère qu'une longue équivaut à deux brèves, ce qui explique certaines des substitutions autorisées (par exemple ¯ ˘ ˘ → ¯ ¯), mais pas certaines autres (par exemple ˘ ¯ → ¯ ¯).

##### Pieds dissyllabiques
- dibraque ou pyrrhique : ˘ ˘ ;
- iambe : ˘ ¯ ;
- trochée : ¯ ˘ ;
- spondée : ¯ ¯.

##### Pieds trisyllabiques
- tribraque : ˘ ˘ ˘ ;
- anapeste : ˘ ˘ ¯ ;
- amphibraque : ˘ ¯ ˘ ;
- bacchée : ˘ ¯ ¯ ;
- dactyle : ¯ ˘ ˘ ;
- crétique ou amphimacre : ¯ ˘ ¯ ;
- antibacchée : ¯ ¯ ˘ ;
- molosse : ¯ ¯ ¯.

##### Pieds tétrasyllabiques
- tétrabraque ou procéleusmatique : ˘ ˘ ˘ ˘ ;
- péon (trois brèves et une longue) :
  - péon premier : ¯ ˘ ˘ ˘,
  - péon deuxième : ˘ ¯ ˘ ˘,
  - péon troisième : ˘ ˘ ¯ ˘,
  - péon quatrième : ˘ ˘ ˘ ¯,
- épitrite (trois longues et une brève) :
  - épitrite premier : ˘ ¯ ¯ ¯,
  - épitrite deuxième : ¯ ˘ ¯ ¯,
  - épitrite troisième : ¯ ¯ ˘ ¯,
  - épitrite quatrième : ¯ ¯ ¯ ˘,
- ionique majeur : ¯ ¯ ˘ ˘ ;
- ionique mineur : ˘ ˘ ¯ ¯ ;
- dispondée : ¯ ¯ ¯ ¯ ;
- diïambe : ˘ ¯ ˘ ¯ ;
- antispaste : ˘ ¯ ¯ ˘ ;
- choriambe : ¯ ˘ ˘ ¯ ;
- ditrochée : ¯ ˘ ¯ ˘.

#### Quelques mètres quantitatifs
Les vers se décomposent en mesures (ou « mètres »), dont chacune peut comporter un ou plusieurs pieds élémentaires. Ainsi, un trimètre iambique se compose-t-il de trois mesures comptant chacune deux pieds iambiques, un hexamètre dactylique de six mesures comptant chacune un pied dactylique. Du fait des substitutions souvent possibles (– → UU), le nombre de syllabe d'un vers donné, comme l'hexamètre dactylique, est variable (voir aussi sous scansion). De plus, comme dans le mètre syllabique, il existe des césures, localisées par rapport aux pieds. Comme son nom l'indique, une césure penthémimère intervient après le cinquième demi-pied (soit deux pieds et demi). Parallèlement aux termes grecs, il existe une terminologie latine. Un sénaire iambique, ou iambique sénaire, est un vers comprenant six pieds iambiques, et qui grosso modo, équivaut au trimètre iambique grec.
Les poésies grecques et latines, bien que très proches dans leur utilisation des mètres quantitatifs, divergent par certains aspects. Renvoyons, pour la description détaillée de chaque mètre, à sa page propre :
- vers saturnien (vers national latin) ;
- mètres dactyliques, dont :
  - hexamètre dactylique,
  - pentamètre dactylique,
- mètres iambiques, dont :
  - trimètre iambique,
  - sénaire iambique,
- mètre trochaïque ;
- mètre logaédique ;
- mètre anapestique ;
- mètre péonique ;
- mètres anacréontiques ;
- mètres éoliens.

Cette liste est loin d'être exhaustive.

#### Regroupements de vers à mètres quantitatifs
Les vers peuvent être regroupés en systèmes. Dans ce cas, la répartition des syllabes longues et brèves se fait sur l'étendue de la strophe et non du vers seul. Par exemple, dans la poésie élégiaque ou lyrique, il est courant d'utiliser le distique élégiaque, strophe composée d'un hexamètre dactylique suivi d'un pentamètre.
Principaux systèmes :
- strophe sapphique ;
- strophe alcaïque ;
- distique élégiaque.

##### Exemple grec ancien
Voici scandé le vers 75 du premier chant de l'Iliade, œuvre écrite en hexamètres dactyliques, comme le demande le genre épique. La césure est penthémimère. L'accent n'a aucune incidence sur le vers et les syllabes d'un pied donné ne font pas forcément partie d'un même mot (les pieds sont séparés par la barre droite, la césure est indiquée par deux barres obliques et les couleurs permettent de relier les syllabes d'un même pied) :
Μῆνιν Ἀπόλλωνος ἑκατηϐελέταο ἄνακτος
| Μῆ- | νιν |  | Ἀ-  | πόλ- | λω-  | νος |    | ἑ- | κα- | τη- | ϐε- | λέ- | τα- | ο |  | ἄ-  | νακ- | τος |
| ¯   | ̆    |  | ̆ \| | ¯    | ¯ \| | ¯   | // | ̆   | ̆ \| | ¯   | ̆    | ̆ \| | ¯   | ̆  |  | ̆ \| | ¯    | ̆    |

##### Exemple latin
Le vers national latin est le vers saturnien, dont on connaît encore mal le fonctionnement. Hormis ce vers spécifique, la métrique latine n'offre que très peu d'originalité par rapport à la métrique grecque. Elle lui a en effet emprunté ce système, de même qu'elle a emprunté nombre de genres littéraires et artistiques à la Grèce. Les principales différences se trouvent dans les règles de scansion.
Voici un distique élégiaque d'Ovide (L'Art d'aimer, livre II, vers 197-198). Il se compose naturellement d'un hexamètre dactylique suivi d'un pentamètre.
Cede repugnanti ; cedendo uictor abibis ;
      Fac modo, quas partis illa iubebit agas.
| Ce- | de |  | re- | pug- | nan- | ti | ;  | ce-  | den- | do  |  | uic- | tor |  | a- | bi- | bis |
| ¯   | ̆   |  | ̆ \| | ¯    | ¯\|  | ¯  | // | ¯ \| | ¯    | ¯\| |  | ¯    | ̆    |  | ̆\| | ¯   | ̆    |

| Fac |  | mo- | do, |  | quas |  | par- | tis |    | il- | la |  | iu- | be- | bit |  | a-  | gas. |
| ¯   |  | ̆    | ̆ \| |  | ¯    |  | ¯ \| | ¯   | // | ¯   | ̆   |  | ̆ \| | ¯   | ̆    |  | ̆ \| | ¯    |

### Mètre accentuel
Dans certaines langues connaissant pourtant les oppositions de quantité vocalique, les pieds et les mètres sont définis par la répartition de l'accent tonique et non la quantité. C'est le cas en anglais : la syllabe accentuée joue le rôle d'une longue, les autres celui d'une brève. L'essentiel de la métrique anglaise, cependant, suit celle de la métrique classique (gréco-latine). Par exemple, le pentamètre iambique, l'un des mètres les plus utilisés en anglais, se présente ainsi (l'accent tonique est signalé par le gras, les pieds sont séparés par la barre droite) :
Was this | the face | that launch'd | a thou|sand ships
And burnt | the top|less tow'rs| of Il|ium?
Christopher Marlowe, Dr Faustus 
Samuel Taylor Coleridge est célèbre pour ses imitations en anglais d'hexamètres dactyliques gréco-latins dans son poème Hexameters.

#### Métrique espérantophone
La poésie espérantophone utilise le plus souvent des vers accentuels, construits souvent sur une métrique iambique ou amphibrachique. Par exemple, le poème Ho, mia kor' figurant dans l'ouvrage fondateur Langue Internationale (1887) de Louis-Lazare Zamenhof, est écrit dans un rythme à base iambique rendant les battements du cœur du créateur inquiet de son succès[réf. nécessaire] (les traductions ci-dessous représentent une tentative pour rester aussi proche que possible de l'original sans « tordre » la langue française plus que la poésie ne l'autorise) :
|  | Ho, mia kor', ne batu maltrankvile, El mia brusto nun ne saltu for ! Jam teni min ne povas mi facile, Ho, mia kor' ! |  | Ô mon cœur, ne bats pas d'inquiétude, De ma poitrine ne t'en va pas sauter, Je ne puis déjà pas me tenir facilement, Ô mon cœur ! |
|  | Ho, mia kor', post longa laborado, Ĉu mi ne venkos en decida hor' ? Sufiĉe ! Trankviliĝu de l'batado, Ho, mia kor' ! |  | Ô mon cœur, après un long labeur, Ne vaincrai-je pas à l'heure décisive ? Suffit ! Calme-toi du battement, Ô mon cœur !           |

Par contre les très célèbres poèmes La Vojo (eo) (1896) et Preĝo sub la verda standardo (eo) (1905), également de Zamenhof, sont amphibrachiques ; voici la prmière strophe de chacun d'eux :
|  | Tra densa mallumo briletas la celo Al kiu kuraĝe ni iras. Simile al stelo en nokta ĉielo Al ni la direkton ĝi diras. Kaj nin ne timigas la noktaj fantomoj, Nek batoj de l'sorto, nek mokoj de l'homoj, Ĉar klara kaj rekta kaj tre difinita Ĝi estas, la voj' elektita. |  | À travers une dense obscurité scintille le but Auquel courageusement nous allons. Semblable à une étoile en un ciel nocturne Il nous dit la direction. Et ne nous effraient ni les fantômes de la nuit, Ni les coups du sort, ni les moqueries des hommes Car [c'est] claire et droite et bien définie [Qu']elle est, la voie choisie. |
|  | Al Vi, ho potenca senkorpa mistero, Fortego, la mondon reganta, Al Vi, granda fonto de l'amo kaj vero Kaj fonto de vivo konstanta, Al Vi, kiun ĉiuj malsame prezentas, Sed ĉiuj egale en koro Vin sentas, Al Vi, kiu kreas, al Vi, kiu reĝas, Hodiaŭ ni preĝas.          |  | À Toi, ô puissant mystère sans corps Grande force gouvernant le monde, À Toi, grande source de l'amour et du vrai Et source de vie constante, À Toi que chacun autrement représente Mais que tous également au cœur Te sentent À Toi qui crées, à Toi qui règnes, Aujourd'hui nous prions.                                             |

Comme en français, au moins dans les exemples ci-dessus, la rime concerne la dernière voyelle accentuée et tout ce qui la suit, que cette voyelle se trouve dans la dernière syllabe du vers (rime masculine) ou dans l'avant-dernière (rime féminine).

#### Métrique russe
La poésie russe connaît :
- deux mètres binaires : le ïambe et le chorée (ou trochée)
- trois mètres ternaires : le dactyle, l'amphibraque et l'anapeste.
- Exemple de ïambe (ямб) :

Кого жалеть ? Ведь каждый в мире странник
Kovo / jaliet' ? / Vied' kaj/dyï v mi/rie stran/nik
Qui regretter ? Chacun ici-bas est un errant (Serge Essenine)
- Exemple de chorée (хорей) :

Милый друг, иль ты не видишь
Milyï / droug, il' / ty nié / vidich'
Amie chère, ne vois-tu pas (Vladimir Soloviev)
- Exemple de dactyle (дактиль) :

Тучки небесные, вечные странники
Toutchki nie/biesnyïe, / vietchnyïe / stranniki
Les nuages du ciel, les errants éternels (Mikhaïl Lermontov)
- Exemple d’amphibraque (амфибрахий) :

Я к розам хочу, в тот единственный сад
Ia k rozam / khotchou, v tot / iedinstvien/nyï sad
Je veux voir les roses, dans ce jardin unique (Anna Akhmatova)
- Exemple d’anapeste (анапест) :

Я сказал : виноград как старинная битва живёт
Ia skazal : / vinograd / kak starin/naïa bit/va jiviot
J'ai dit : la vigne, elle vit comme un antique combat (Ossip Mandelstam)
Il existe en russe trois sortes de rimes :
- masculine (finale accentuée) ;
- féminine (pénultième accentuée) ;
- dactylique (antépénultième accentuée).